# Sléz lesní
Sléz lesní (Malva sylvestris), lidově také homůlky, slíz, slíz planý, syrečky, koláčky, chlebíček atd., je léčivá rostlina z čeledi slézovitých (Malvaceae). Je to dvouletá až vytrvalá bylina s dužnatým kořenem a obvykle srstnatou vzpřímenou lodyhou. Dorůstá do výšky 1,5 m. Listy jsou střídavé, dlouze řapíkaté, srdčité a dlanitě laločnaté. Kališní lístky vejčité, korunní lístky podlouhle obvejčité, hluboce vykrojené, fialově růžové, nachové až černofialové, vzácně bílé s tmavými žilkami. Kvete od června do října.

## Rozšíření a stanoviště
V Česku nerovnoměrně, častěji v teplých polohách, v horských oblastech chybí. Původně pochází z východního Středomoří, v současnosti roste téměř v celé Evropě a byl zavlečen prakticky i na všechny ostatní kontinenty. V Česku roste hojně podél cest, na rumištích, na pastvinách a u plotů.

## Sbíraná droga

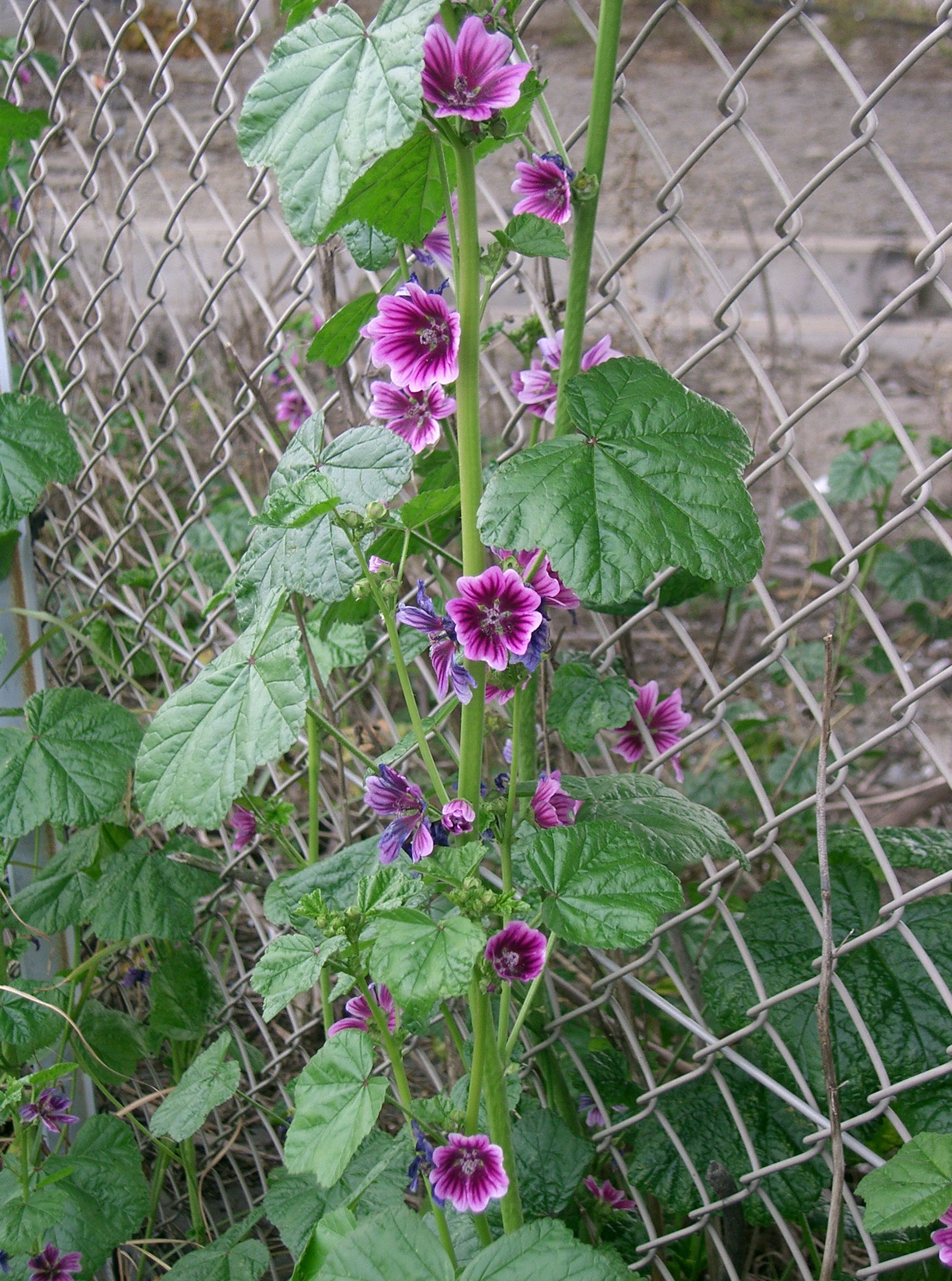
Sléz lesní

- list – Folium malvae
- květ – Flos malvae

## Obsahové složky
Účinnou látkou jsou především sliz, silice a třísloviny.

## Léčivé účinky
Sliz mírní podráždění sliznice. Silice rozpouští hleny a uvolňuje napětí.

## Využití
Obsahují mnoho slizových látek a to je předurčuje k léčení dýchacích orgánů.

### Vnitřní
Slézový čaj se užívá k léčbě angíny, zánětu průdušek a tiší kašel. Čajem lze redukovat bolest v krku a chrapot. Pomáhá též při léčbě zánětlivých onemocnění, Osvědčil se i při průjmech, při některých cévních chorobách a při onemocnění močových cest.

### Vnější
Ke kloktání a na obklady při zánětu hrdla a ústní dutiny. Kloktání slézovým macerátem pomáhá při chrapotu, je prevencí pro řečníky a zpěváky, vyléčí většinu chorob hrdla, i hnisavý zánět. Slézové obklady přikládáme také na zdeformovaná a bolavá místa při dně. Pomáhá i při některých kožních chorobách (mokvavé ekzémy, akné, růže). Sléz nemá žádné nepříznivé účinky ani při dlouhodobém užívání a často tvoří přísadu do různých bylinkových směsí.